# Raión de Kúpiansk
Raión de Kúpiansk (en ucraniano: Куп'янський район) es un raión o distrito de Ucrania en el óblast de Járkov. Comprende una superficie de 4612,9 km² y su capital es la ciudad de Kúpiansk.

## Demografía
Según estimación 2010, contaba con una población total de 26627 habitantes.

## Otros datos
El código KOATUU fue 6323700000. El código postal 63709 y el prefijo telefónico +380 5742.